# العرش (مأرب)
العرش هي إحدى قرى الجمهورية اليمنية. وهي تتبع جغرافيًا لمحافظة مأرب. وإداريًا لمديرية مدينة مأرب. يبلغ تعداد سكانها 1075 نسمة حسب الإحصاء الذي أجري عام 2004.